# Cerkiew św. Mikołaja w Jamnej Dolnej
Cerkiew św. Mikołaja w Jamnej Dolnej – nieistniejąca drewniana filialna cerkiew greckokatolicka, która znajdowała się w Jamnej Dolnej w gminie Ustrzyki Dolne, w powiecie bieszczadzkim województwa podkarpackiego.
Cerkiew wzniesiono w 1905, na miejscu starszej cerkwi pod wezwaniem Świętej Trójcy. Obok cerkwi znajdowała się szkieletowa dzwonnica z XIX wieku. 
Cerkiew należała do greckokatolickiej parafii w Trójcy. Od 1900 posiadała własnego księdza.
Obydwa obiekty zburzono w latach 50. XX wieku.